# Hymedesmia serrulata
Hymedesmia serrulata är en svampdjursart som beskrevs av Jean Vacelet 1969. Hymedesmia serrulata ingår i släktet Hymedesmia och familjen Hymedesmiidae. Inga underarter finns listade i Catalogue of Life.